# Siffersumma
Siffersumma eller tvärsumma av ett positivt heltal definieras som summan av dess siffror. Till exempel har talet 12 siffersumman 1 + 2 = 3 och talet 694 har siffersumman 6 + 9 + 4 = 19. För talet 5 989 blir siffersumman 5 + 9 + 8 + 9 = 31. Om ett n-siffrigt tal Z består av siffrorna (i den ordning de skrivs i talet)
{\displaystyle a_{1},a_{2},...,a_{n}}
det vill säga
{\displaystyle Z=\sum _{k=1}^{n}a_{k}\cdot 10^{n-k}=a_{1}\cdot 10^{n-1}+a_{2}\cdot 10^{n-2}+...+a_{n}}.
så gäller att dess siffersumma
{\displaystyle N=\sum _{k=1}^{n}a_{k}=a_{1}+a_{2}+...+a_{n}}
Begreppet siffersumma används kanske oftast för att avgöra delbarhet med tre eller nio: Ett heltal är (jämnt) delbart med tre respektive nio om och endast om dess siffersumma är delbar med tre respektive nio. (Detta förutsätter att talet är skrivet i bas tio.)

## Upprepad siffersumma
Ett relaterat begrepp är vad som ibland kallas upprepad siffersumma, där man upprepar beräkning av siffersumman tills ett värde 0–9 har uppnåtts. Medan 694 har siffersumman 19 är dess upprepade siffersumma 1. Denna nås genom beräkningarna {\displaystyle 6+9+4=19}, följt av {\displaystyle 1+9=10} och {\displaystyle 1+0=1}.
Upprepad siffersumma kan, precis som siffersumma, användas för att avgöra om tal positiva heltal är delbara med 3 eller 9, ibland med en mindre ansträngning.